# Culte de la personnalité de Xi Jinping

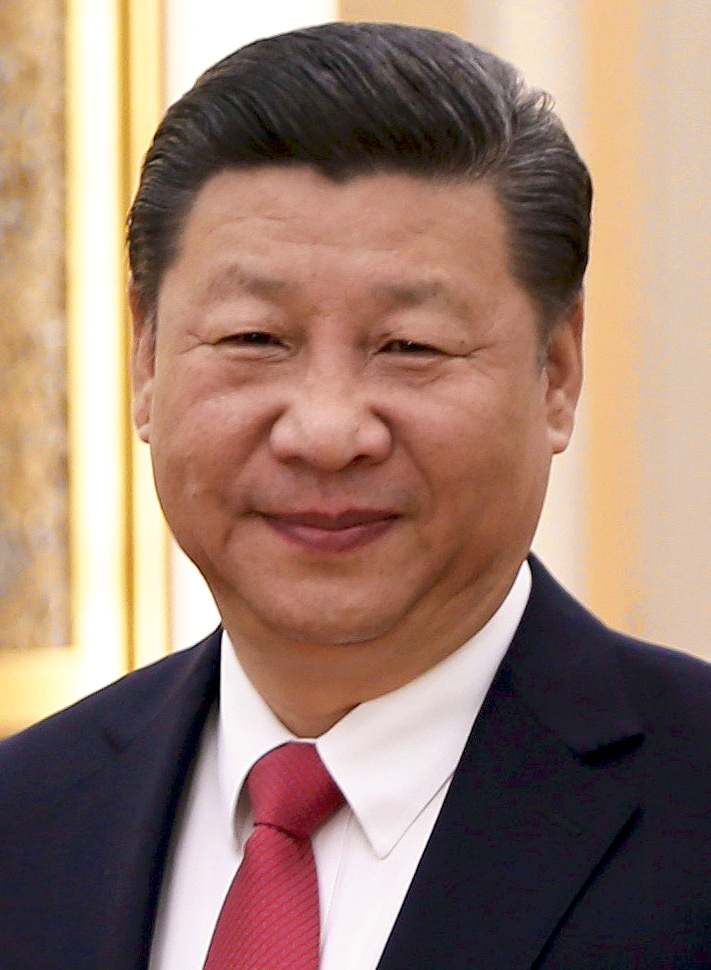
Xi Jinping en 2017

Le culte de la personnalité de Xi Jinping se développe depuis l'accession au pouvoir de celui-ci comme secrétaire général du Parti communiste chinois et président de la Commission militaire centrale depuis le 15 novembre 2012 ainsi que président de la république populaire de Chine depuis le 14 mars 2013.

## Historique
Selon l'intellectuel chinois Zhang Lifan : « Xi dirige une campagne visant à construire un dieu. Et le dieu, c'est lui ». Surnommé officiellement Xi Dada (tonton Xi), Xi Jinping est au centre d'un culte de la personnalité, phénomène qui avait disparu en Chine après celui de Mao Zedong.

### Origine
Depuis octobre 2017, la doctrine de Xi Jinping figure dans la charte du parti communiste chinois. Officiellement qualifiée de « pensée de Xi Jinping du socialisme aux caractéristiques chinoises pour une nouvelle ère », elle consacre pour Xi Jinping une autorité sur le parti,. Le 11 mars 2018, les députés adoptent une réforme abolissant la limite de deux mandats présidentiels, en vigueur depuis 1982. Cela permet donc à Xi Jinping d'envisager de rester président à vie.

### Présence dans les médias
La sinologue Emilie Frenkiel signale que Xi Jinping bénéficie d'une présence dans les médias chinois très importante. Selon China Media Project, observatoire des médias chinois de l’université de Hong Kong , pendant les premières années de leurs mandats respectifs, son nom est apparu deux fois plus que celui de Hu Jintao, dans Le Quotidien du peuple.  Xi Jinping, fils du héros communiste Xi Zhongxun,  est mis en scène dans de nombreuses situations « jouant au foot, tirant au fusil, tenant son parapluie lui-même ou faisant un détour par un restaurant de petits pains fourrés ». Un jeu télévisé lui est exclusivement consacré . En janvier 2019, une application sur smartphone est créée, elle permet de découvrir la vie et l'œuvre de Xi Jinping.
En 2024, la série télévisée de 40 épisodes intitulée Xibeisuiyue (Les années du Nord-Ouest), est consacrée à Xi Zhongxun le père de Xi Jinping. Cette série participe au « discours de Xi Jinping sur les valeurs familiales, et une forme de glorification de son héritage ».

### Enseignement  et recherche
Plusieurs universités ont été obligées de déclarer leur fidélité au président Xi Jinping et au Parti communiste chinois. Les chartes des établissements sont modifiés pour y prévoir d’« armer les esprits des professeurs et des élèves avec la pensée de Xi Jinping sur le socialisme à la chinoise de la nouvelle ère ».
En juillet 2020, un centre de recherche est ouvert consacré exclusivement à la pensée de Xi Jinping. Il est inauguré par le ministre des affaires étrangères Wang Yi et doit permettre de mettre l’actuel Président au même niveau que Mao Zedong.

### Musées

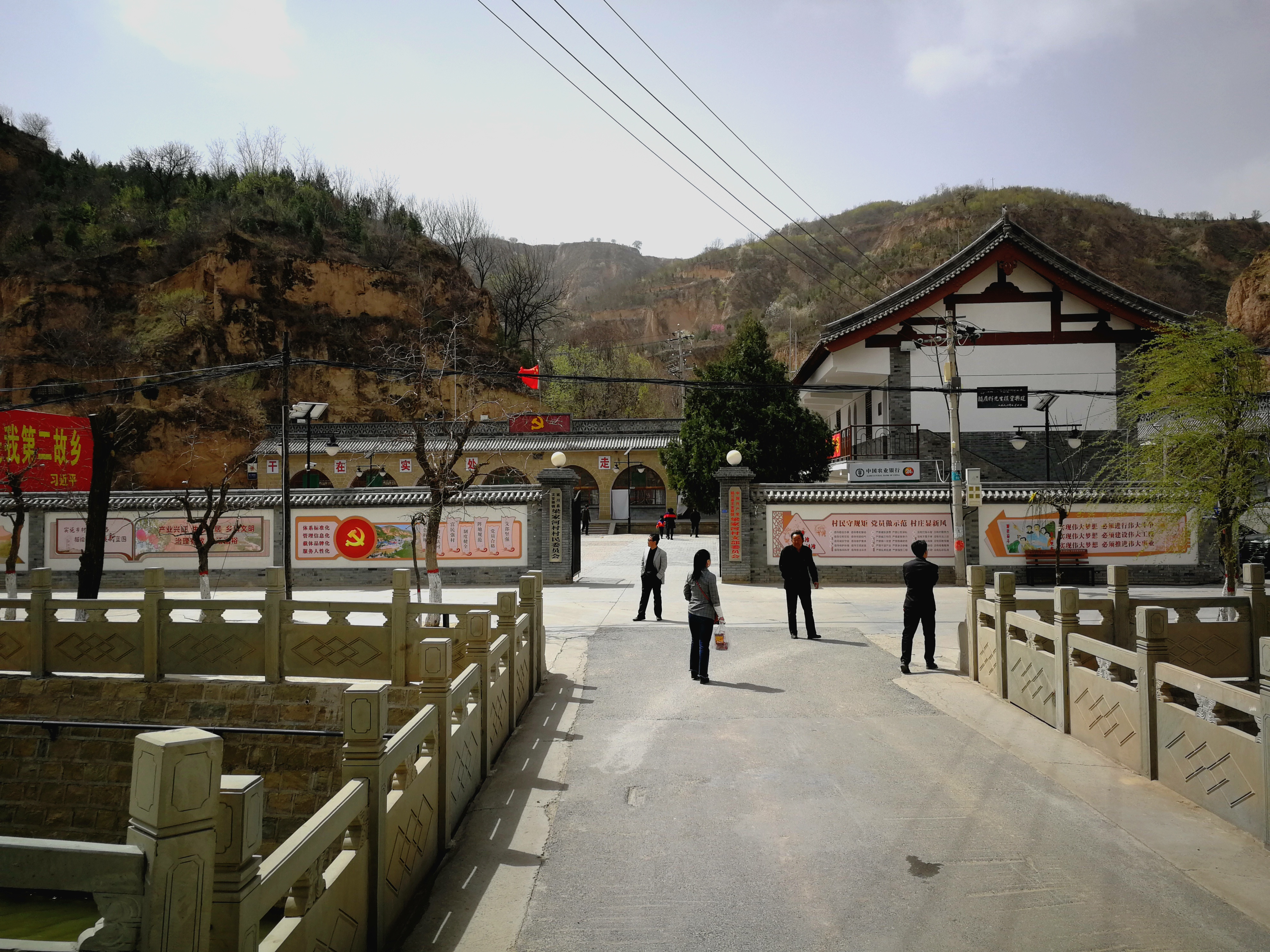
Musée du village de Liangjiahe en avril 2018.

Pendant la Révolution culturelle, Xi Jinping a fait partie du mouvement d'envoi des zhiqing à la campagne. Ainsi Xi Jinping vit pendant plusieurs années dans le village de Liangjiahe, dans la province de Shaanxi. Sur place un musée permet, selon un guide, aux visiteurs d'« étudier la pensée du président, c’est pour cette raison qu’ils viennent jusqu’ici »,. Dans sa biographie officielle cette période est mise en avant : « Il est arrivé dans le village comme un adolescent légèrement perdu et en est reparti à vingt-deux ans en homme déterminé à faire quelque chose pour le peuple ». Liangjiahe est devenu un des principaux lieu du « tourisme rouge » .
En juillet 2021, s'ouvre à Pékin le musée du Parti communiste chinois à l'occasion du centenaire du Parti. Les premier et deuxième niveaux sont consacrés  à l'histoire du Parti communiste chinois de 1921 à 2007. Le troisième niveau est réservé exclusivement à la vie et à l'« œuvre » de Xi Jinping,.

### Déification
En 2019, le magazine Bitter Winter mentionne que plusieurs temples sont obligés d’afficher des portraits ou de détenir des sculptures des anciens et nouveaux dirigeants du Parti communiste chinois. Ainsi des représentations de Mao Zedong et Xi Jinping doivent être présentes et pour le Tibet remplacer celles de Tenzin Gyatso, exilé en Inde.
Dans les camps d'internement du Xinjiang, plusieurs techniques d’endoctrinement permettent d’inculquer aux détenus Ouïghours l’amour du Parti communiste chinois et de Xi Jinping. Dans certains camps, les prisonniers sont obligés d’abandonner la bénédiction musulmane habituelle dite avant de manger, bismillah, par des remerciements à Xi Jinping.
Dans des églises catholiques des portraits de Xi Jinping deviennent obligatoires. Dans les logements de certaines familles les croix et les photographies des saints, sont retirées et remplacée par « la seule divinité autorisée en Chine, le président Xi Jinping ».
Pour Léa Polverini, spécialiste des questions du renouveau religieux en Chine : « Il y a une forme de sécularisation de la religion, mais en même temps, on va dans la sphère intime pour faire changer ces portraits. C’est comme si Dieu était en compétition avec la loyauté politique que visait Xi Jinping. Remplacer la figure du Christ par sa propre figure, c’est une façon de se sanctifier » . Pour le pasteur Wang Yi, le Parti communiste chinois a institué le « culte de César » en faveur de Xi Jinping « moralement incompatible avec la foi chrétienne et avec tous ceux qui chérissent la liberté de l’esprit et de la pensée ».

### Censure de Winnie l'ourson
En 2013, la photographie d’une rencontre entre le président chinois Xi Jinping et Barack Obama est comparée à une image de Winnie l'ourson accompagné de Tigrou. Puis en 2014, Xi Jinping apparait de nouveau en Winnie mais accompagné de Bourriquet, censé représenter le Premier ministre japonais Shinzo Abe. Certains des dessins animés du caricaturiste Badiucao dépeignent le président Xi Jinping sous les traits de Winnie l'ourson. Les illustrations ou les termes Winnie l'ourson sont alors interdits sur les réseaux sociaux (Weibo, Whatsapp, WeChat…) et lors d'une recherche apparait le résultat « contenu illégal »,. En 2018, le film Jean-Christophe et Winnie est interdit.

## Analyse
Pour la sinologue Émilie Frenkiel, le culte de la personnalité de Xi Jinping rappelle l’époque maoïste. Elle indique que Xi Jinping se présente comme « l’homme providentiel, de la trempe d’un Mao », permettant à la Chine de surmonter des moments difficiles.

## À voir